# Besch
Besch ist ein Ortsteil und Gemeindebezirk der Gemeinde Perl im Landkreis Merzig-Wadern (Saarland) mit einem Haltepunkt an der Obermoselstrecke. Bis Ende 1973 war Besch eine eigenständige Gemeinde.

## Geschichte
Besch hieß bei den Kelten vermutlich Bassius, bei den Römern Bessiacum bzw. Bessiacum. 893 findet Besch erstmals urkundliche Erwähnung: Die Trierer Abtei St. Maximin erhielt Besch von König Arnulf als Geschenk. Hierauf findet sich die Bezeichnungen Bessich, Biske, Piche und Becha. 1433 kam Besch zu Burgund. Die nächsten Herren waren Habsburg, Spanien (1555) und die österreichischen Niederlande (1714). Nach der Besetzung durch die französischen Revolutionstruppen (1794) und der Annexion der österreichischen Niederlande (1795) gehörte der Ort bis 1814 zum französischen Departement Wälder und wurde verwaltungsmäßig dem heute luxemburgischen Remich zugeordnet. 1816 wurde Besch preußisch.
Im Rahmen der saarländischen Gebiets- und Verwaltungsreform wurde die bis dahin eigenständige Gemeinde Besch am 1. Januar 1974 zusammen mit 13 anderen Gemeinden der neuen Gemeinde Perl zugeordnet.
Zwischen 1967 und 1992 befand sich im heutigen Industriegebiet direkt an der Mosel die CSL (Chemische Werke Saar-Lothringen), die nach Übernahme durch die Elf Aquitaine zugunsten der Chemischen Werke Leuna (Sachsen) geschlossen wurde. Dadurch verloren über 400 Arbeitnehmer aus der Region ihren Arbeitsplatz. Die ehemaligen Werkshallen sowie das Verwaltungsgebäude sind noch erhalten und zeugen von dieser Zeit. Die CSL erzeugte für einen internationalen Abnehmerkreis (hauptsächlich Möbelindustrie) Leim und Harnstoff. Aufgrund der günstigen Infrastruktur (eigener Hafen, Anbindung an das Gleisnetz der DB, der in wenigen Minuten zu erreichenden Grenzen nach Frankreich und den Benelux-Staaten sowie die bundesdeutschen Autobahnen) galt die CSL als stabiles zukunftssicheres Unternehmen.
Der Luxemburger Bauernverband hat entschieden, in Besch eine Futtermittelfabrik zu bauen (Baubeginn: Anfang 2012).
Einwohnerentwicklung
Die Entwicklung der Einwohnerzahl von Besch – die Werte von 1939 bis 1974 beruhen auf Volkszählungen:
| Jahr | Einwohner |
| ---- | --------- |
| 1939 | 827       |
| 1950 | 854       |
| 1961 | 938       |
| 1970 | 1105      |
| 1974 | 1216      |
| 2004 | 1184      |
| 2010 | 1304      |
| 2012 | 1366      |
| 2014 | 1378      |
| 2020 | 1493      |

## Sehenswertes

### Baudenkmäler

Besch / Mosel mit Kriegsgräberstätte und St. Georg Denkmal

Die katholische Kirche St. Margaretha mit Trutzburgcharakter, direkt an der Mosel gelegen, ist der Dorfmittelpunkt. Das daneben befindliche Pfarrhaus ist nach Meinung anerkannter Historiker vermutlich 800 Jahre alt (Belege hierfür fehlen jedoch).
Ein weiteres, im Jahr 1688 errichtetes Steinkreuz wird „Normannenkreuz“ oder auch „Bischof-Walo-Kreuz“ genannt. Die Namen erinnern an die Schlacht bei Remich, in der sich im Jahr 882 ein lokales Aufgebot einem Wikingerheer entgegenstellte.

#### Pestkreuze
Zur Erinnerung an die Pest wurden manchmal Pestkreuze errichtet, um der Nachwelt die verheerenden Folgen dieser Seuche dauerhaft in Erinnerung zu halten. In Besch existieren noch vier von diesen:
- Pestkreuz von 1616, bei Friedhofstraße 2
- Pestkreuz von 1688, bei Friedhofstraße 19
- Pestkreuz von 1616, Schulstraße 1
- Normannenkreuz von 1688 in der Tettinger Straße

### Kriegsgrabstätte

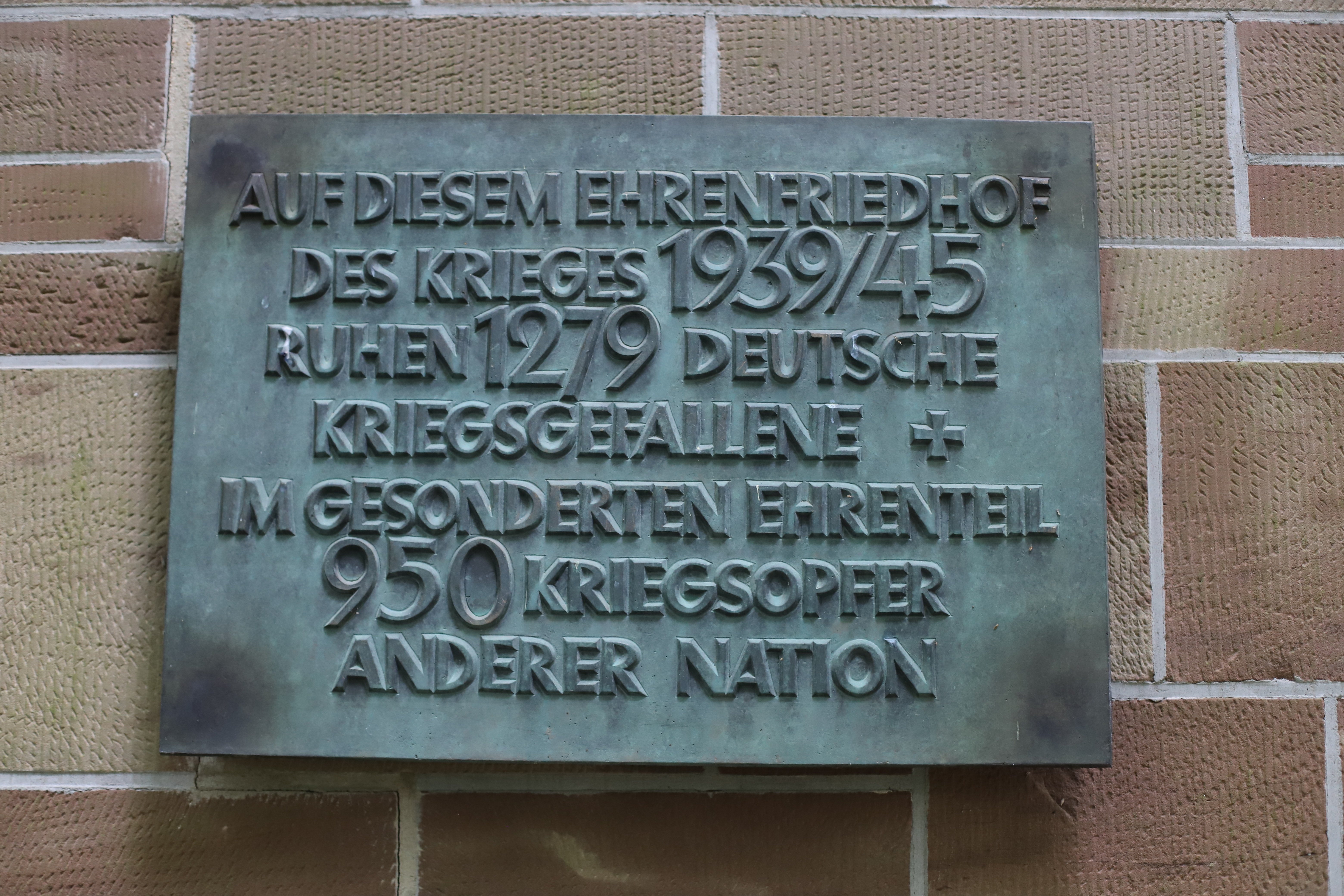
Gedenktafel

Die größte Kriegsgräberstätte des Saarlandes befindet sich in Besch. Sie ist sowohl den gefallenen Deutschen als auch Soldaten anderer Länder zur letzten Ruhestätte geworden.
Geographisch liegt der Ehrenfriedhof in einer Linie mit dem Westwall (Reste sind noch als Friedhofsmauer im nahegelegenen Tettingen-Butzdorf zu sehen). Auf dem Friedhofsgelände sind als Mahnmal noch Reste des Ende der 1970er Jahre gesprengten Bunkers zu sehen. Der zweite Bunker lag 200 m weiter an der heutigen Kreuzung nach Nennig/Tettingen und wurde komplett gesprengt und unsichtbar gemacht. Unweit im Wald finden sich auch heute noch Reste der Bunkeranlage sowie zugeschüttete Zugangsschächte. Bis weit in die 1970er Jahre waren im Bereich um den Friedhof Waffen- und Gerätefunde aus dem Zweiten Weltkrieg keine Seltenheit. Die Kinder spielten damals in den noch unverschütteten Bunkeranlagen. Heute hat sich die Natur die sichtbaren Reste überwiegend durch Wucherung wieder zurückgeholt.

## Söhne und Töchter
- Nikolaus Simmer (1902–1986), Politiker (NSDAP), von 1940 bis 1945 Oberbürgermeister von Koblenz
- Peter Simmer (1905–1971), Politiker (NSDAP), von 1934 bis 1945 Landrat von Ahrweiler
- Aloysius Winter (1931–2011), römisch-katholischer Theologe